# Metiloranž
Metiloranž je kemična spojina, ki se uporablja kot indikator pH.